# Karamandere (vattendrag i Bulgarien, Dobritj)
Karamandere (bulgariska: Карамандере) är ett vattendrag i Bulgarien.   Det ligger i regionen Dobritj, i den nordöstra delen av landet, 400 km öster om huvudstaden Sofia.
Trakten runt Karamandere består till största delen av jordbruksmark. Runt Karamandere är det ganska tätbefolkat, med 78 invånare per kvadratkilometer.